# Bowmaniella sewelli
Bowmaniella sewelli är en kräftdjursart som beskrevs av Brattegard 1970. Bowmaniella sewelli ingår i släktet Bowmaniella och familjen Mysidae. Inga underarter finns listade i Catalogue of Life.